# Kakost holubičí
Kakost holubičí (Geranium columbinum) je druh jednoleté až dvouleté rostliny kvetoucí fialovými květy.

## Popis
Jednoleté až dvouleté rostliny s vystoupavými až přímými lodyhami s výškou 20 - 40 cm. Přízemní listy vyrůstají v přízemní růžici, jejich čepel je na svrchní straně tmavě zelená a na spodní světle zelená, členěná téměř k bázi do 5 - 7 úkrojků. Lodyžní listy jsou vstřícné, podobné přízemním s kopinatými až rozeklanými palisty. Květenství je dvoukvěté s mnohem kratším podpůrným listenem. Květy s 5 fialově purpurovými korunními plátky, jež jsou u báze bělavé. Jejich délka činí až 10 mm a jsou stejně dlouhé nebo o málo delší než kališní lístky.

## Stanoviště
Mírně teplomilná a dosti světlomilná rostlina, roste na písčitých i hlinitých půdách často bohatých na živiny a preferující spíše bazické podklady. Vyskytuje se na různých biotopech jako jsou železniční náspy, lomy, křoviny, pole, úhory, zahrady nebo opuštěná místa v sídlištích.

## Rozšíření
Rozšířen v téměř v celé Evropě, na sever po jižní Skandinávii a na Blízkém východě. Zavlečen do USA a Kanady.
V České republice se vyskytuje téměř na celém území, chybí např. v horských oblastech (oreofytikum Šumavy, Krušných hor, Krkonoš), 